# ميليسا تانكريدي
ميليسا تانكريدي (27 ديسمبر 1981 بهاميلتون في كندا - ) هي لاعبة كرة قدم كندية في مركز الهجوم، شاركت في الألعاب الأولمبية الصيفية 2016 والألعاب الأولمبية الصيفية 2008 والألعاب الأولمبية الصيفية 2012. وشاركت مع منتخب كندا لكرة القدم للسيدات. أما مع النوادي، فقد لعبت مع شيكاغو رد ستارز وPiteå IF ‏ وDalsjöfors GoIF ‏ وKIF Örebro DFF ‏ وSaint Louis Athletica ‏ وفانكوفر وايتكابس (نادي كرة قدم) وVancouver Whitecaps FC (women) ‏ وAtlanta Silverbacks Women ‏ وHudson Valley Quickstrike Lady Blues ‏ وMichigan Hawks ‏ وPiteå IF ‏ وRiver Cities Futbol Club ‏ وأتلانتا سيلفرباكس.

## وصلات خارجية
- ميليسا تانكريدي على موقع الاتحاد الدولي (مؤرشف)  (الإنجليزية)
- ميليسا تانكريدي على موقع الاتحاد الأوربي (الإنجليزية)
- ميليسا تانكريدي على موقع قاعدة بيانات كرة القدم.إي يو (الإنجليزية)
- ميليسا تانكريدي على موقع Soccerway.com (الإنجليزية)
- ميليسا تانكريدي على موقع عالم كرة القدم.نت (الإنجليزية)
- ميليسا تانكريدي على موقع أوليمبيديا (الإنجليزية)
- ميليسا تانكريدي على موقع اللجنة الأولمبية الكندية (الإنجليزية)